# Valle de los Mártires

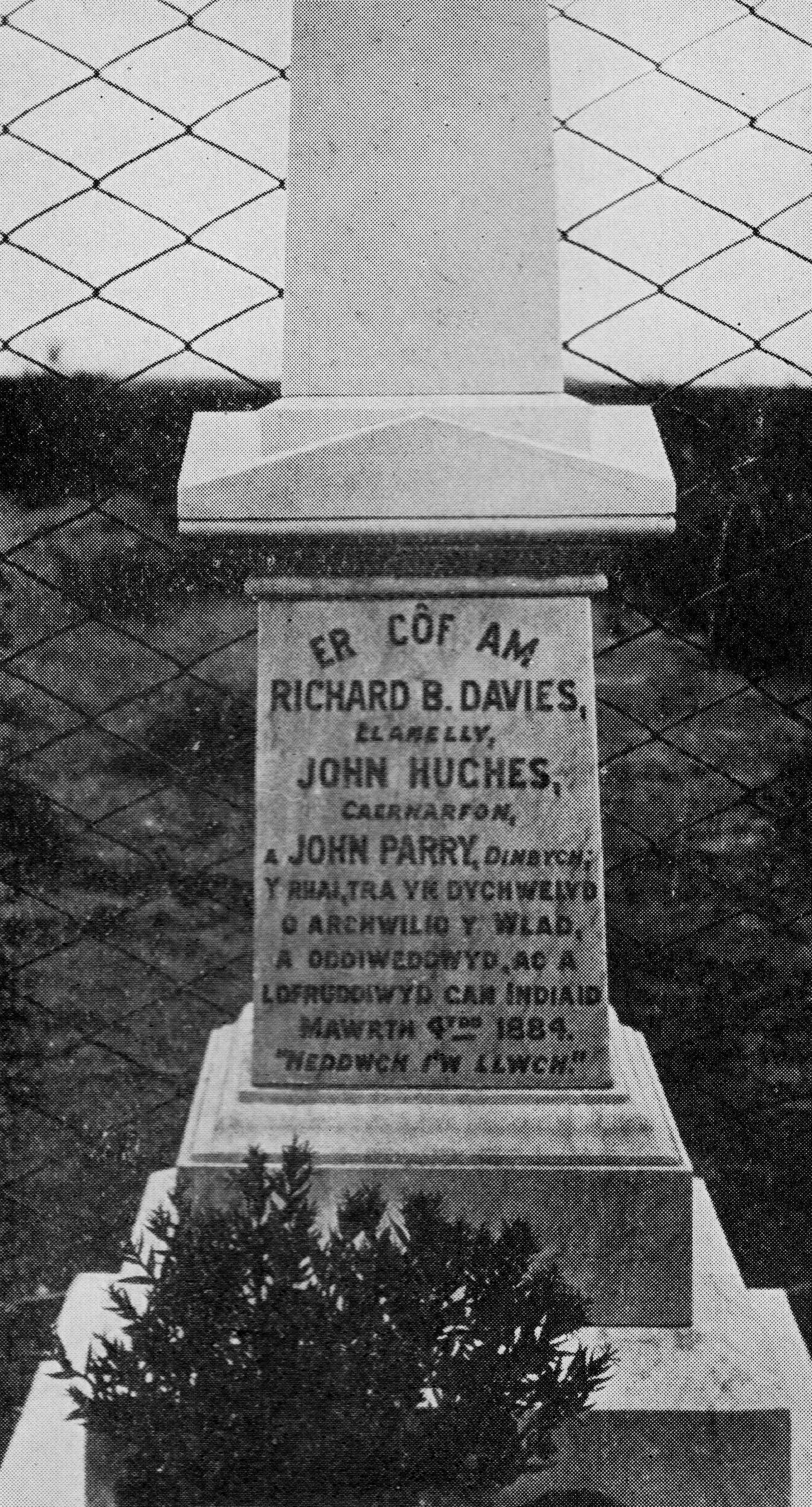
Monumento a los galeses fallecidos en manos de indios mapuches. Valle de los Mártires.

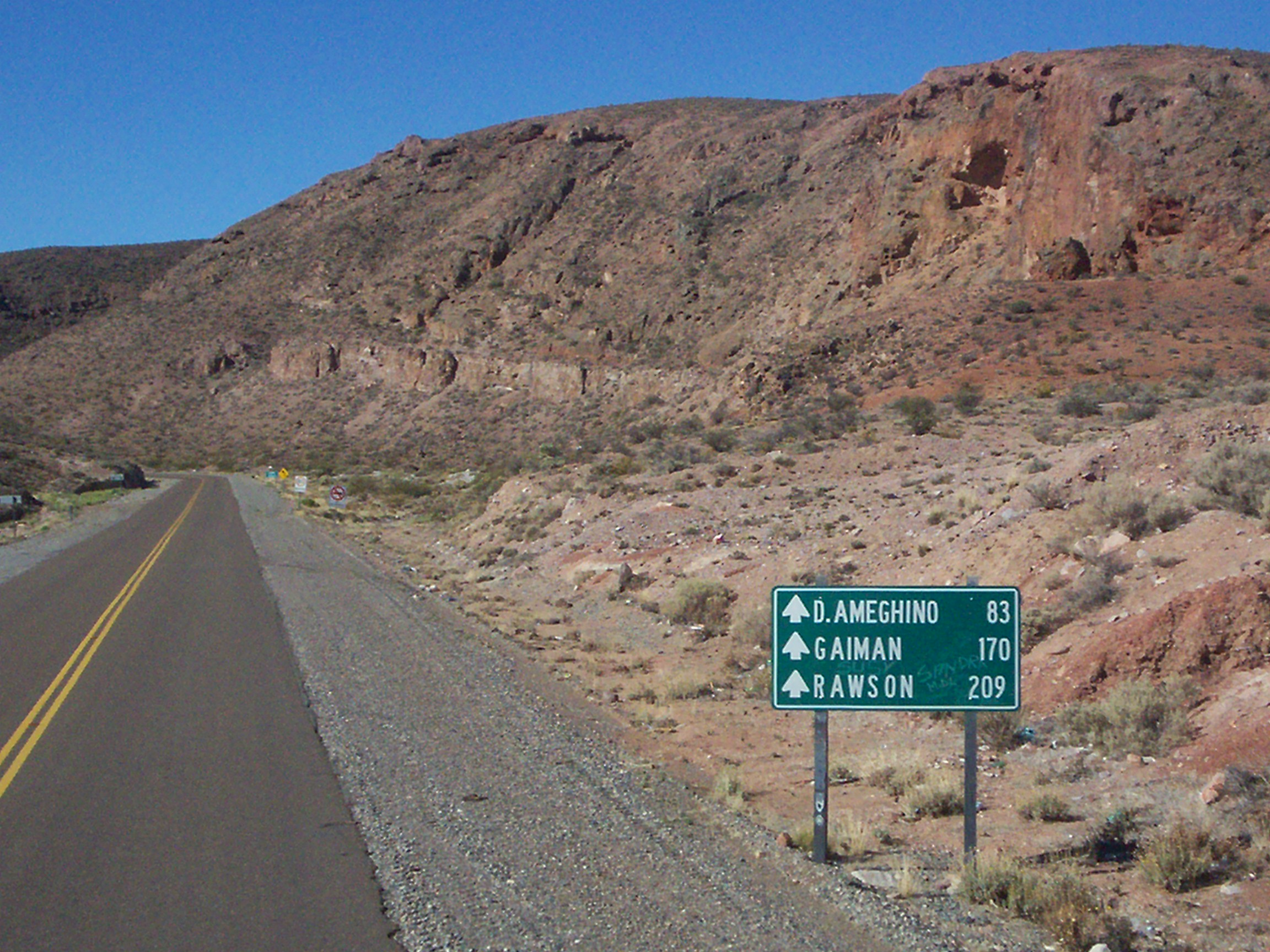
Valle de los Mártires, cerca de Las Plumas.

El Valle de los Mártires (llamado también Valle de Las Plumas y en idioma galés Rhyd y Beddau o Dyffryn y Merthyron) es un valle del centro-este de la Provincia del Chubut, Argentina.
El valle se encuentra entre el Embalse Ameghino y el Valle de Los Altares, atravesando la localidad de Las Plumas. El valle es recorrido por el curso medio del río Chubut, ubicándose a casi 180 km de Trelew. 

## Geografía
El paisaje se presenta similar a los otros valles cercanos, con paisajes desérticos y semidesérticos, con rocas muy altas y murallones a pique, labrados por acción del viento y el agua. En este tramo el río Chubut, es muy sinuoso y posee poco caudal. En la vera, posee playas de arena y sauces colorados (Salix humboldtiana).

## Toponimia
El nombre de valle y del departamento homónimo, viene del lugar en que una horda de indios mató a lanzazos a los galeses Richard B. Davies, John Parry y John Hughes (que fueron llamados luego mártires galeses). Del grupo solo logró salvarse John Daniel Evans. Al verse acorralado, con su caballo Malacara, saltó desde las barrancas al río Chubut rompiendo así la emboscada indígena.